# 奈多站

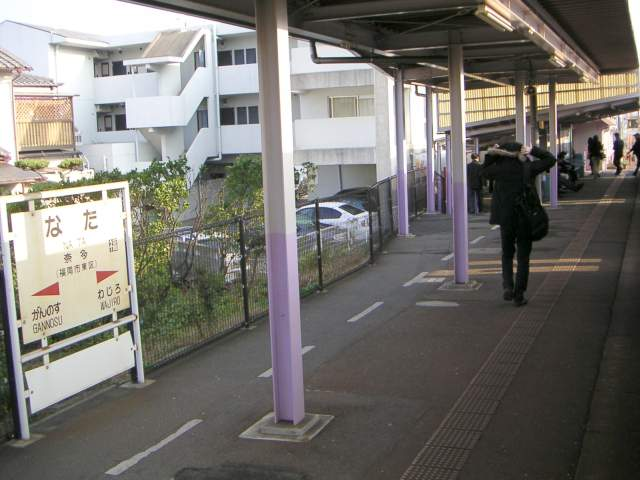
月台

奈多站（日语：／ Nata eki */?）是位於福岡縣福岡市東區奈多三丁目，九州旅客鐵道（JR九州）的香椎線車站。車站編號為JD04。

## 歷史
- 1960年（昭和35年）8月1日 - 日本國有鐵道車站啟用。
- 1987年（昭和62年）4月1日 - 伴隨國鐵分割民營化，車站由九州旅客鐵道（JR九州）營運[1][2][3]。
- 1988年（昭和63年）
  - 3月 - 新設車站大樓。
  - 7月21日 - 設置委託車站職員[4]。
- 2009年（平成21年）3月1日 - 此站開始可以使用IC卡「SUGOCA」[5]。
- 2015年（平成27年）3月14日 - 引入車站集中管理系統（Smart Support Station）（日语：駅集中管理システム）「ANSWER」後成為無人車站[6]。

## 車站構造
車站是一座地面車站，設有1面1線的單式月台，下行列車會開啟左邊車門。此站是無人車站。車站大樓位於月台尾。
此站可使用SUGOCA，同時可購買IC卡和為IC卡增值。當發生異常時，設有遠端資訊服務。

## 使用狀況
在2019年（令和元年）度，1日平均乘車人次為1,114人，在JR九州車站排名154名。
以下為近年1日平均乘車人次列表。
| 年度               | 1日平均 乘車人次 |
| ------------------ | ---------------- |
| 2016年（平成28年） | 1,165            |
| 2017年（平成29年） | 1,163            |
| 2018年（平成30年） | 1,134            |
| 2019年（令和元年） | 1,114            |

## 車站周邊
站前設有與香椎線並行的縣道59號線。車站後方為住宅團地。
- 福岡市立奈多小學
- 奈多團地

## 相鄰車站
九州旅客鐵道（JR九州）
香椎線
雁之巢（JD03）－奈多（JD04）－和白（JD05）

## 注腳
1. ↑  九州鉄道百年祭実行委員会・百年史編纂部会 (编).  初版. 九州旅客鉄道. 1988: 181 （日语）.
2. ↑  『交通年鑑 昭和63年版』 交通協力會，1988年3月。
3. ↑  今村都南雄 『民営化の效果と現実NTTとJR』 中央法規出版，1997年8月。ISBN 978-4805840863
4. ↑  石川尹巳. . 鐵道畫刊（日语：鉄道ピクトリアル） (電氣車研究會). 1988年11月, (503): 88 （日语）.
5. ↑  . 交通新聞 (交通新聞社). 2009-03-03: 1 （日语）.
6. ↑   (PDF) (新闻稿). 九州旅客鉄道. 2014-12-22  [2020-02-07]. （原始内容存档 (PDF)于2019-01-20） （日语）.
7. ↑  SUGOCA 利用可能エリア （页面存档备份，存于）（日語） 九州旅客鐵道，截至平成28年3月26日（2016年10月5日參閲）。
8. 1 2   (PDF). 九州旅客鉄道.   [2020-12-26]. （原始内容存档 (PDF)于2020-08-24） （日语）.
9. ↑   (PDF). 九州旅客鐵道.   [2019-07-24]. （原始内容存档 (PDF)于2019-12-06） （日语）.

## 外部連結
- 奈多（車站資訊） - 九州旅客鐵道